# Яролим, Якуб
Я́куб Я́ролим (род. 8 апреля 1995 года) — чешский пловец в ластах.

## Карьера
Специализируется в плавании в классических ластах, а на дистанции 100 м в классических ластах является обладателем действующего мирового рекорда.
Чемпион мира, двукратный чемпион Европы. Тренируется в клубе «Лагуна».
Многократный победитель молодёжных и юниорских чемпионатов. Многократный чемпион Чехии.